# Колийн Хувър
Колийн Хувър (на английски: Colleen Hoover) е американска писателка на бестселъри в жанра любовен роман.

## Биография и творчество
Колийн Хувър е родена на 11 декември 1979 г. в Салфур Спрингс, Тексас, САЩ. Израства в Салтильо, Тексас, където завършва гимназия през 1998 г. Получава бакалавърска степен по социални дейности от Тексаския А&М университет в Комерс. След дипломирането си работи като социален работник и учител.
През 2000 г. се омъжва за Уилям Хийт Хувър, с когото имат трима сина.
От малка е запалена по четенето и пише кратки истории за приятелите и семейството си. В края на 2011 г. започва да пише първия си роман.
Любовният ѝ роман „Slammed“ от поредицата „Раздяла“ тя публикува самостоятелно в „Амазон“ през януари 2012 г. Историята в него е вдъхновена от песните на американската фолк-рок група „Авент Брадърс“, а текстовете им включени в нея. Той получава добра оценка от критиката и бързо става бестселър, донасяйки ѝ договор с издател и давайки старт на успешната ѝ писателска кариера.
През 2012 г. е издаден първият и роман „Без Хоуп“ от поредицата „Безнадеждно“, а през 2013 г. е издаден следващият роман от нея „Да изгубиш Хоуп“. В първата книга историята е разказана от страна на главната героиня Скай, а във втората от другия главен герой Холдър.
Колийн Хувър живее със семейството си в Тексас.

## Произведения

### Самостоятелни романи
- Ugly Love (2014)
Жестока любов, изд. „Ибис“, София (2017), прев. Вера Паунова, ISBN 978-619-157-195-6
- Confess (2015)
Споделени тайни, изд.: ИК „Ибис“, София (2017), прев. Диана Кутева, ISBN 978-619-157-214-4
- November Nine (2015)
Девети ноември, изд.: ИК „Ибис“, София (2018), прев. Диана Кутева, ISBN 978-619-157-222-9
- It Ends with Us (2016)
Никога повече, изд.: ИК „Ибис“, София (2018), прев. Надя Баева, ISBN 978-619-157-268-7
- Without Merit (2017)
Без Мерит, изд.: ИК „Ибис“, София (2018), прев. Вера Паунова, ISBN 978-619-157-281-6
- All Your Perfects (2018)
Най-доброто в теб, изд.: ИК „Ибис“, София (2018), прев. Вера Паунова, ISBN 978-619-157-248-9
- Verity (2018)
Верити, изд.: ИК „Ибис“, София (2020), прев. Диана Кутева, ISBN 978-619-157-333-2
- Regretting you (2019)
Премълчани истини, изд.: ИК „Ибис“, София (2020), прев. Вихра Манова, ISBN 978-619-157-341-7
- Heart Bones (2020)
Разбити сърца, изд.: ИК „Ибис“, София (2020), прев. Диана Кутева, ISBN 978-619-157-351-6
- Layla (2020)
Лейла, изд.: ИК „Ибис“, София (2021), прев. Диана Кутева, ISBN 978-619-157-355-4
- Reminders of Him (2022)
Споменът за него, изд.: ИК „Ибис“, София (2022), прев. Боряна Даракчиева, ISBN 978-619-157-377-6
- It Starts With Us (2022)

### Серия „Раздяла“ (Slammed)
1. Slammed (2012)
Любов в стихове, изд.: ИК „Ибис“, София (2019), прев. Мария Димитрова, ISBN 978-619-157-321-9
2. Point of Retreat (2012)
3. This Girl (2013)

### Серия „Безнадеждно“ (Hopeless)
1. Hopeless (2012)
Без Хоуп, изд. „Егмонт България“, София (2014), прев. Елка Виденова, ISBN 978-954-271-180-3
2. Losing Hope (2013)
Да изгубиш Хоуп, изд. „Егмонт България“, София (2014), прев. Елка Виденова, ISBN 978-954-271-209-1

#### Съпътващи издания
- Finding Cinderella (2013) – новела
- Finding Perfect (2019) – новела

### Серия „Може би, някой ден“ (Maybe Someday)
1. Maybe Someday (2014)
Може би някой ден, изд.: ИК „Ибис“, София (2019), прев. Мария Димитрова, ISBN 978-619-157-310-3
2. Maybe Now (2018)

#### Съпътващи издания
- Maybe Not (2014) – новела

### Серия „Никога никога“ (Never Never) – сТарин Фишър
1. Never Never (2015)
2. Never Never 2 (2016)
3. Never Never 3 (2016)